# Grupo Galo-Rético
Clasificación: Indoeuropeo > Itálico > GrupoRomance > Romance > Lenguas Romances Ítalo-Occidentales > Grupo Ítalo-Occidental - Subgrupo Occidental > Grupo Galo-Ibérico > Grupo Galo-Romance
El Grupo Galo-Rético se subdivide a su vez en los subgrupos Galorromance y Rético.
- Galorromance

Grupo francés u Oïl 
Francés (Francia)
Picardo (Francia)
Zarpático (Francia)
Cajún (Estados Unidos)
Grupo sureste
Franco-provenzal (Francia)
- Rético

Friulano (Italia)
Ladino (Italia)
Romanche (Suiza) (También llamado Retorromanche o Rético)
- Datos: Q5886200